# Funzo & Baby Loud
Funzo (Alicante, 25 de septiembre de 2002) y Baby Loud (Alicante, 22 de diciembre de 1996) son un dúo musical de Alicante, formado por los hermanos Adrián Gomis y Juan Carlos Gomis. Se les considera parte de la denominada Nueva Ola del pop español.  
Comenzaron su carrera grabando canciones desde su habitación y, cuatro años después, acumulan millones de oyentes mensuales en plataformas de streaming.

## ¿Por qué Funzo y Baby Loud?
El nombre del dúo no tiene un significado concreto. "Funzo" surgió cuando Adrián creó una cuenta de memes en Twitter relacionada con el personaje de Mister Jagger hace aproximadamente ocho años, y desde entonces las personas comenzaron a llamarlo así. Inicialmente, Juan Carlos tenía la intención de llamarse "Rvre", pero al momento de subir su primer vídeo a YouTube, el nombre no le convenció. Finalmente, eligió "Baby Loud" por razones puramente estéticas.

## Estilo
En 2017, Adrián y Juan Carlos Gomis incursionaron en el trap, colaborando con el director de videoclips Kevin Yern, responsable de la dirección de sus vídeos musicales. A lo largo de su carrera, han fusionado elementos de música urbana y electrónica con influencias del rock de los años noventa, lo que les ha permitido alcanzar notoriedad en las listas de popularidad en España. 
Su estilo combina el género urbano con elementos de pop rock, funk y punk rock, formando parte de lo que se conoce como la "Nueva Ola" del pop español. Estos artistas demuestran que la juventud y el talento pueden coexistir armónicamente, destacando por su habilidad para conectar tanto con las nuevas generaciones como con un público más amplio.
Sus composiciones abordan temas personales como la familia, la amistad y el amor, equilibrando una perspectiva juvenil con una madurez compositiva. Además, en sus letras exploran temas como la salud mental y reflejan inquietudes contemporáneas.

## Lema
El lema de Funzo y Baby Loud es "Negative Cloud pa' siempre". Aunque no es el nombre del grupo, hace referencia al colectivo de seguidores que el dúo ha formado a lo largo de su carrera. "Negative Cloud" representa un sentimiento de comunidad y pertenencia entre los fans de la banda. Una de las canciones que expresa este concepto es "Inmortales".

## Trayectoria
Funzo y Baby Loud comenzaron su carrera en 2017 con el lanzamiento de "Sad Wind" en YouTube. Durante los siguientes años, el dúo lanzó varios sencillos y logró consolidar su presencia en la escena musical española. En 2021, presentaron su primer EP, titulado Joven Para Siempre. Este EP contiene cinco canciones en formato digital y nueve en formato físico. A través de estas pistas, el dúo presenta una narrativa que explora diferentes aspectos del amor y las relaciones.
El EP incluye canciones como "Todo Roto", que aborda la tristeza de una relación rota, y "Joven Para Siempre", que refleja la superación de un amor que ha finalizado. El EP culmina con "Dónde Te Espero", una canción que habla de la pérdida y el deseo de reunirse con alguien amado.  También encontramos "Perfecta", que explora el aspecto más físico del amor con otra persona. Así como "Tú y yo Somos", que aborda un amor más profundo y espiritual con una nueva persona.
En febrero de 2022, lanzaron su primer álbum de estudio, Inmortales. Este álbum incluye ocho canciones, y se caracteriza por la inclusión de una "canción escondida", que aparece tras un breve silencio al final de la última pista. Además, el álbum presenta un libreto de 40 páginas que narra una historia en la que Funzo y Baby Loud emprenden un viaje espacial. El álbum no incluye colaboraciones con otros artistas, aunque el dúo ha expresado su interés en realizar colaboraciones en el futuro.
En marzo de 2019, el dúo realizó su primer concierto en Alicante, seguido de una presentación en el festival Arenal Sound ante más de 15,000 personas. En 2021, Funzo y Baby Loud se presentaron en el WiZink Center de Madrid, donde todas las entradas se agotaron rápidamente.
En 2024, Funzo y Baby Loud realizaron su última gira, ante la publicación de su álbum PALANTE, lanzado el 16 de febrero de 2024. El 10 de octubre de 2024, el dúo publicó Negative Cloud (2017 & 2018), un recopilatorio que sirvió como despedida para sus seguidores. Tras la gira y el lanzamiento del álbum, Funzo y Baby Loud anunciaron que dejarían de actuar juntos.
Tras su separación, Funzo comenzó su carrera en solitario y, en 2025, ya ha lanzado cuatro sencillos "El aura de la noche", "Rubia", "En la otra vida" y "Rivales", continuando su trayectoria como artista individual. Además Baby Loud recientemente publicó su primera canción en solitario, "Fugaces".

## Discografía
Su discográfica es Sony Music Entertainment, Inc.
Albums
- Joven para siempre (2 de abril de 2021)

1."Todo roto" 3:15
2."Joven para siempre" 2:49
3."Perfecta" 3:22
4."Tú y yo somos" 3:46
5."¿Dónde te espero?" 3:19
- Inmortales (11 de febrero de 2022)

1."Luces de neón" 3:39
2."To' buena vibra" 3:02
3."Techno al amanecer" 2:39
4."Pisa el acelerador" 2:58
5."El poema" 3:38
6."Me suda la polla" 3:00
7."Inmortales" 3:12
8."Hasta mi madre te echa de menos" 3:01
- Palante (16 de febrero de 2024)

1."Interestelar"  2:51
2."Contra todo(s)"  3:17
3."Palante"  2:28
4."Alicantina"  2:40
5. "Huracán"  2:46
6."Black opium"  2:34
7."Mi abuelo"  3:34
8."Xtasis"  2:54
9."Pelo rizao"  3:14
10."La piba del gym"  2:23
11."Press banca"  1:54
12."Cruces"  2:11
13."Altea"  2:18
14."Graffiti"  3:26
Singles
- "Pelo rizao" (2024)

- "Alicantina" (2023)

- "PALANTE" (2023)

- "Iphone Azul" (Baby Loud, 2023)

- "Nazario" (Funzo, 2023)

- "Canción de pop" (2023)

- "Último beso" (2023)

- "Remember" (2023)

- "Si tú supieras" (Funzo, 2023)

- "Reventar la ciudad" (ft. Walls, 2022)

- "Yo que no lloro nunca, siempre que lloras te lloro" (2022)

- "Energía" (2022)

- "Historia de verano" (Funzo, 2022)

- "Va a doler" (2022)

- "Pum" (2022)

- "Que se vengan" (2021)

- "Te juro" (ft. Pole, 2020)

- "Qué bonito fue" (2020)

- "Destino" (ft. Lionware, 2020)

- "Como hermanos" (2020)

- "Peca2" (2020)

- "Qué más dará" (2020)
- "Batmóvil (Remix)" (2020, ft. Hens y Pole)

- "Jóvenes no tan locos" (2020)

- "Andrómeda" (2020)

- "Malibú con Piña" (2019)

- "Ojalá te vaya bien" (2019)

- "Y cuando pienso en ti" (2019)

- "Ná de amor" (2019)

- "Pa comprarte el universo" (2019)

- "Jóvenes to locos" (2019)

- "Cabaret" (ft. Luisaker, 2019)

- "Kelejodan" (2019)

- "Rollaso" (ft.Cronos, 2018)

- "Elixir" (2018)

- "Poca Suerte" (Funzo ft. Paranoid 1966, 2018)

- "Amigos" (2018)

- "Alma" (2018)

- "Nosalió" (2018)

- "Cebao" (con Nico Flow, 2018)

- "Quédate" (ft. Paranoid 1966, 2018)

- "Bandana" (ft. Dirty, 2018)

- "Vuitton roses" (2018)

- "Sunset Drive" (2018)

- "Amor de vampiro" (2017)

- "Flew" (2017)
- "Rare Space" (2017)
- "Sad Wind" (2017)

Negative cloud pa siempre.